# Russula acuminata
Russula acuminata är en svampart som beskrevs av Buyck 1988. Russula acuminata ingår i släktet kremlor och familjen kremlor och riskor.   Inga underarter finns listade i Catalogue of Life.